# ニチドウタロー
ニチドウタロー（欧字名:Nichido Taro、1976年3月20日 - 1999年12月）は日本の競走馬、種牡馬。1980年の天皇賞（春）を優勝した。

## 生涯

### デビューまで
1976年3月20日、北海道白老郡白老町の社台ファームにて、父エルセンタウロの鹿毛の牡馬が誕生した。当歳夏から母のラピューラとともに、社台ファーム千歳に移動して育成が施された。披露した動きと馬体は、同期の約200頭の中でも評価が高かった。2歳春に、牧場を訪れた山田敏夫が「一目惚れ」し、約1500万円で購入。山田は同時にボールドアンドエイブル産駒の牡馬も同時に購入した。山田は2頭の仔を購入して「この若駒で日本中の競馬を『荒らしたろ』」と考えていた。そこで、ボールドアンドエイブル産駒には、日動建設の山田が用いる冠名「ニチドウ」に「荒らし」を組み合わせた「ニチドウアラシ」。一方エルセンタウロ産駒には「ニチドウ」に「たろ」を組み合わせた「ニチドウタロー」と命名した。
ニチドウタローは、ニチドウアラシとともに栗東トレーニングセンター所属の坂田正行調教師に預けられた。

### 競走馬時代
1978年10月8日、京都競馬場の新馬戦で清水英次が騎乗してデビュー。出遅れたこともあり2着に敗れた。2週間後の2戦目の新馬戦では先行から後方に4馬身差をつけて勝利した。続いてもみじ賞、中京3歳ステークスを制し3連勝とした。中京3歳ステークスでは、レコードタイムと同じタイムでの入線であった。清水は追われてからの動きを評価し、折り合いと末脚に自信があったことからクラシックでの活躍を期待した。その年の阪神3歳ステークスには出走しなかったが、もみじ賞で下したタマモアサヒが優勝した。しかし、4歳となった1979年1月9日、調教中に左前脚の異状が確認された。レントゲン検査の後に、深管骨瘤との診断で、千葉県印旛郡富里村の社台ファームに放牧された。放牧中は順調に治癒し、再び美浦トレーニングセンターに入った。しかし、3月に深管骨瘤が再発して社台ファームに舞い戻り、春のクラシック参戦することはできなかった。
8月に函館競馬場で調教を再開し、菊花賞のトライアル競走である神戸新聞杯で9か月ぶりの復帰。1番人気に推されたが5着に敗退。同じくトライアル競走の京都新聞杯、本番の菊花賞と連戦したがどちらも敗退した。笹針治療を経て、5歳となった3月のサンケイ大阪杯で14頭立て11番人気という評価で出走したが、第2コーナーで騎乗した清水とかみ合わず単独で落馬。軽いけがをしたが、異状はなかった。その後4月19日、阪神競馬場のオープン競走では村本善之に乗り替わり参戦した。逃げるレッドルーラを最終コーナーでかわして先頭となって差を広げ、勝利を確信した村本は手綱を引いて入線、追い込んだテンメイに8馬身差をつけて勝利した。村本は第3コーナーの時点で勝利を確信していた。
4月29日、オープン競走から10日後の連闘で天皇賞（春）に参戦。シービークロス、リンドプルバンに次ぐ3番人気で出走した。連闘だったが疲れがなく食欲もあり、担当の斉藤厩務員は状態を「デビュー以来最高」と評していた。プリテイキャストがハイペースで逃げる中3番手で先行した。好位の内側につけ、2周目の第2コーナーでかかる素振りを見せたものの、村本の治めることができた。2周目の第3コーナーで武邦彦騎乗のメジロトランザムとともに位置を上げていった。最終コーナーで最も内を進んだカネミカサがプリテイキャストに代わって先頭となったが、ニチドウタローとメジロトランザムとともに3頭が並んだ。それからニチドウタローが抜け出し、最後まで競り合ったメジロトランザムに1馬身半差をつけて先頭で入線した。走破タイム3分18秒7は芝3200メートルの日本レコードで優勝となった。村本は騎手デビュー6年目で初めて天皇賞優勝、村本が馬場から引き揚げてきた際、右手が流血により、赤くなっていた。これはニチドウタローを我慢させるために、手綱を引いていた時に、中指の皮が破れてしまったためであった。2着に敗れたメジロトランザム騎乗の武はニチドウタローがずっと引っ掛かっていたため勝機があると感じていたが、それでも敗れたことに「恐ろしいほど強い馬」と評した。
続いて6月1日、中京競馬場で行われた宝塚記念に出走したが不良馬場の中、外側を通って10着に敗退した。それからすぐに深管骨瘤を再発した。復帰へあらゆる手段が講じられたが、調教を強めると、頻繁に脚を痛めるため復帰を断念し、競走馬を引退した。

### 種牡馬時代
1981年10月14日より、北海道三石郡三石町の蓬栄スタリオンセンターで種牡馬となり、高橋ファームに繋養された。初年度は12頭に種付けされた。二本脚で歩くことが多く、種付けの際も、二本脚のまま牝馬と結合し、済ました後もしばらく二本脚で後退する癖があった。産駒としては1990年のシンザン記念（GIII）を制したニチドウサンダーが誕生した。ブルードメアサイアーとしては、1995年の日経新春杯（GII）、アルゼンチン共和国杯（GII）、金杯（西）（GIII）を勝利したゴーゴーゼット（父:サッカーボーイ）が生まれた。

## 競走成績
以下の内容は、netkeiba.comおよびJBISサーチの情報に基づく。
| 競走日     | 競馬場 | 競走名          | 格 | 距離 （馬場） | 頭 数 | 枠 番 | 馬 番 | オッズ （人気） | 着順     | タイム   | 騎手      | 斤量 [kg] | 1着馬 （2着馬）    |
| ---------- | ------ | --------------- | -- | ------------- | ----- | ----- | ----- | --------------- | -------- | -------- | --------- | --------- | ------------------ |
| 1978.10.08 | 京都   | 3歳新馬         |    | 芝1200m（良） | 14    | 3     | 4     | 002.30（1人）   | 02着     | 1:11.1   | 0清水英次 | 52        | ハシハリー         |
| 0000.10.22 | 京都   | 3歳新馬         |    | 芝1200m（良） | 9     | 7     | 7     | 001.50（1人）   | 01着     | 1:11.3   | 0清水英次 | 52        | (ナラサンプウ)     |
| 0000.11.12 | 京都   | もみじ賞        |    | 芝1400m（良） | 13    | 4     | 4     | 002.30（1人）   | 01着     | 1:23.4   | 0清水英次 | 53        | (ネーハイジェット) |
| 0000.12.16 | 中京   | 中京3歳S        |    | 芝1400m（良） | 10    | 5     | 5     | 001.80（1人）   | 01着     | 1:23.1   | 0清水英次 | 54        | (シバホーオー)     |
| 1979.09.30 | 中京   | 神戸新聞杯      |    | 芝2000m（重） | 10    | 3     | 3     | 004.10（1人）   | 05着     | 2:04.8   | 0清水英次 | 56        | ネーハイジェット   |
| 0000.10.21 | 中京   | 京都新聞杯      |    | 芝2000m（良） | 13    | 7     | 10    | 012.90（5人）   | 08着     | 2:02.4   | 0清水英次 | 57        | ファインドラゴン   |
| 0000.11.11 | 阪神   | 菊花賞          |    | 芝3000m（重） | 18    | 8     | 16    | 022.40（6人）   | 06着     | 3:09.4   | 0清水英次 | 57        | ハシハーミット     |
| 1980.03.09 | 阪神   | サンケイ大阪杯  |    | 芝2000m（不） | 14    | 1     | 1     | 027.8（11人）   | 競走中止 | 競走中止 | 0清水英次 | 53        | ハシクランツ       |
| 0000.04.19 | 阪神   | 5歳以上オープン |    | 芝1900m（良） | 13    | 1     | 1     | 003.40（1人）   | 01着     | 1:54.1   | 0村本善之 | 55        | (テンメイ)         |
| 0000.04.29 | 阪神   | 天皇賞（春）    |    | 芝3200m（良） | 18    | 2     | 3     | 009.90（3人）   | 01着     | 3:18.7   | 0村本善之 | 58        | (メジロトランザム) |
| 0000.06.01 | 中京   | 宝塚記念        |    | 芝2400m（不） | 15    | 8     | 14    | 014.40（6人）   | 10着     | 2:35.6   | 0村本善之 | 55        | テルテンリュウ     |

- 表中の太字強調は、八大競走を示す。

## 血統表
| ニチドウタローの血統（フェアウェイ系 / Sickle 5x5、 Fairway・Pharos 5x5） | ニチドウタローの血統（フェアウェイ系 / Sickle 5x5、 Fairway・Pharos 5x5） | ニチドウタローの血統（フェアウェイ系 / Sickle 5x5、 Fairway・Pharos 5x5） | （血統表の出典）     | （血統表の出典） |
| 父 *El Centauro エルセンタウロ 1959 鹿毛 アルゼンチン                     | 父の父Sideral 1948 鹿毛 アルゼンチン                                      | Seductor                                                                  | Full Sail            | Full Sail        |
| 父 *El Centauro エルセンタウロ 1959 鹿毛 アルゼンチン                     | 父の父Sideral 1948 鹿毛 アルゼンチン                                      | Seductor                                                                  | Suma                 |                  |
| 父 *El Centauro エルセンタウロ 1959 鹿毛 アルゼンチン                     | 父の父Sideral 1948 鹿毛 アルゼンチン                                      | Starling                                                                  | Noble Star           | Noble Star       |
| 父 *El Centauro エルセンタウロ 1959 鹿毛 アルゼンチン                     | 父の父Sideral 1948 鹿毛 アルゼンチン                                      | Starling                                                                  | Feola                |                  |
| 父 *El Centauro エルセンタウロ 1959 鹿毛 アルゼンチン                     | 父の母Planetaria 1953 鹿毛 アルゼンチン                                   | Penny Post                                                                | Embrujo              | Embrujo          |
| 父 *El Centauro エルセンタウロ 1959 鹿毛 アルゼンチン                     | 父の母Planetaria 1953 鹿毛 アルゼンチン                                   | Penny Post                                                                | Encomienda           |                  |
| 父 *El Centauro エルセンタウロ 1959 鹿毛 アルゼンチン                     | 父の母Planetaria 1953 鹿毛 アルゼンチン                                   | Crescent                                                                  | Rustom Pasha         | Rustom Pasha     |
| 父 *El Centauro エルセンタウロ 1959 鹿毛 アルゼンチン                     | 父の母Planetaria 1953 鹿毛 アルゼンチン                                   | Crescent                                                                  | Sickle Moon          |                  |
| 母 *La Boula ラビューラ 1966 鹿毛 アメリカ                                | 母の父Never Bend 1960 鹿毛 アメリカ                                       | Nasrullah                                                                 | Nearco               | Nearco           |
| 母 *La Boula ラビューラ 1966 鹿毛 アメリカ                                | 母の父Never Bend 1960 鹿毛 アメリカ                                       | Nasrullah                                                                 | Mumtaz Begum         |                  |
| 母 *La Boula ラビューラ 1966 鹿毛 アメリカ                                | 母の父Never Bend 1960 鹿毛 アメリカ                                       | Lalun                                                                     | Djeddah              | Djeddah          |
| 母 *La Boula ラビューラ 1966 鹿毛 アメリカ                                | 母の父Never Bend 1960 鹿毛 アメリカ                                       | Lalun                                                                     | Be Faithful          |                  |
| 母 *La Boula ラビューラ 1966 鹿毛 アメリカ                                | 母の母Bouillabaisse 1956 栗毛 アメリカ                                    | Counterpoint                                                              | Count Fleet          | Count Fleet      |
| 母 *La Boula ラビューラ 1966 鹿毛 アメリカ                                | 母の母Bouillabaisse 1956 栗毛 アメリカ                                    | Counterpoint                                                              | Jabot                |                  |
| 母 *La Boula ラビューラ 1966 鹿毛 アメリカ                                | 母の母Bouillabaisse 1956 栗毛 アメリカ                                    | Boola                                                                     | Boojum               | Boojum           |
| 母 *La Boula ラビューラ 1966 鹿毛 アメリカ                                | 母の母Bouillabaisse 1956 栗毛 アメリカ                                    | Boola                                                                     | Assignation F-No.2-s |                  |